# ラッキーセブンスター
『ラッキーセブンスター』（LUCKY7STAR）は、橘賢一による日本の漫画作品。『週刊ヤングジャンプ』（集英社）にて、2007年30号より2008年12号まで連載された。単行本は全3巻。全32話。

## 概要
俗に言う「パチンコ・スロットバトル漫画」。単行本1巻の裏表紙にて「ヤングジャンプ史上初のパチンコホールを舞台にした用心棒アクション」と銘打たれ、凄腕のパチンコ・スロット打ちの主人公が、様々な相手とパチンコ・スロットで対決していく一方で、そのパチンコ店での用心棒を務め、「（パチンコの）玉が出ない」などと何かと文句をつける、恐喝や嫌がらせをするヤクザまがいの客や、ゴト（イカサマ）行為をする悪質な客を制裁する、勧善懲悪もののギャンブル・バトル・アクション。
1話完結方式で物語が進むが、そこから最終回までが物語の鍵となっているため、物語序盤では読切方式、中盤から終盤までがストーリー方式となっており、全体を通して「ストーリー性が強い漫画作品」という位置付けである。
パチンコ・スロット対決や、ゴト行為を牽制するバトル・アクションを描く一方で、そこに度々挿入されるコメディ風のネタが描写されるなど、シリアスとギャグを併せ持った作風が特徴。また、劇中で現実のパチンコ業界におけるゴト師によるゴト技や、それによる被害の実情などが表記されている（参考文献あり）。
単行本のカバーを外すと、ヒロインによるお色気風のネタのおまけイラストが描写されている。

## 登場人物
蜂屋銀次（はちや ぎんじ）
本作の主人公。26歳。通称「心臓撃ちの銀蜂（ハツうちのギンバチ）」の異名を持つギャンブラー。
15年前の当時11歳の時、ろくでなしの施設の経営者2人から皐月ともに虐待を受け続け、その施設から出るためにパチンコ・スロット屋で稼いだり、逆恨みされて自身に暴行を加えた客からスリをして稼いでいた。その末に、皐月に新しい施設の紹介状とあまった食料と金を渡し、パチンコ稼ぎをしているうちに七瀬と出会い、養子となる。
少年時代からパチンコ・スロットを打ち続けていた影響から、同時に様々ま修羅場をくぐってきたことから動体視力（ストップウォッチで自身の望んだタイムをジャストで出せる）・運動能力・瞬発力が常人離れしたほどに優れている（大人数に囲まれて複数の銃弾が飛び交おうと無傷で回避したほど）。また、土壇場で本気を出した時に一瞬だけ白銀に眼が光ることから、上記の通称で名が通っている。
花川皐月（はなかわ さつき）
本作のヒロイン。パチンコ・ホール「ラッキーセブンスター」の店長。23歳。ドジっ娘で巨乳で処女（銀次談）。
15年前の当時8歳の時、ろくでなしの施設の経営者2人から銀次ともに虐待を受け続け、その施設から出るために銀次からパチンコ・スロット屋で稼いだ金と食料と新しい施設の紹介状を渡される。その数年後、中学卒業と同時に施設を出るときに銀次に頼まれた七瀬と出会い、養子となる。
錦山（にしきやま）
賭け打ち専門の回胴人（スロッター）。通称「第三の腕（サードアーム）」。実は刑事。
七瀬文七
パチンコ・ホール「ラッキーセブンスター」の元店長。故人。
矢吹剛
パチンコ・ホール「ラッキーセブンスター」の主任。元ミュージシャン。
白アリ
攻略軍団「デビルアンツ」のヘッド。
綾瀬カオル
パチンコ・ホール「ラッキーセブンスター」の店員。実はスパイ。
岡本貴志
パチンコ・ホール「ジーザス」の店長。大量のカメを飼育している。
二瓶三郎
神都警察生活安全課課長。
田中一郎
執事。38歳。
竜ヶ崎玉子
パチンコ業界最大手企業「ドラゴングループ」の社長。
浦島航汰
攻略軍団「B-BOYS」のヘッド。
黒井ナユタ
攻略軍団「B-BOYS」のメンバー。
財前タツミ
攻略軍団「B-BOYS」のメンバー。数学の天才。
竜ヶ崎玉司
攻略軍団「B-BOYS」のメンバー。竜ヶ崎玉子の兄。強運の持ち主。
死堂
パチンコスロット台設計者。

## 書誌情報
- 橘賢一 『ラッキーセブンスター』 集英社〈ヤングジャンプ・コミックス〉、全3巻
  1. 2007年10月24日第1刷発行、ISBN 978-4-08-877345-2
  2. 2008年1月23日第1刷発行、ISBN 978-4-08-877381-0
  3. 2008年4月23日第1刷発行、ISBN 978-4-08-877428-2